# Afrithelphusa
Afrithelphusa là một chi cua nước ngọt trong họ Potamonautidae. Chi này gồm 4 loài, tất cả chúng được xếp vào nhóm có nguy cơ bị đe dọa nghiêm trọng theo IUCN. Chúng là loài đặc hữu của vùng rừng Guinea và Sierra Leone.

## Các loài
- Afrithelphusa afzelii (Colosi, 1924)[2]
- Afrithelphusa gerhildae Bott, 1969[3]
- Afrithelphusa leonensis (Cumberlidge, 1987).[4]
- Afrithelphusa monodosa (Bott, 1959),.[5]